# Ericentrodea
Ericentrodea es un género de plantas fanerógamas perteneciente a la familia de las asteráceas. Comprende 6 especies descritas y  aceptadas.

## Taxonomía
El género fue descrito por S.F.Blake & Sherff y publicado en Journal of the Washington Academy of Sciences 13(6): 104–105, f. 1b, 1c. 1923. La especie tipo es: Narvalina corazonensis Hieron. = Ericentrodea corazonensis (Hieron.) S.F.Blake & Sherff	

## Especies aceptadas
A continuación se brinda un listado de las especies del género Ericentrodea aceptadas hasta junio de 2012, ordenadas alfabéticamente. Para cada una se indica el nombre binomial seguido del autor, abreviado según las convenciones y usos.
- Ericentrodea corazonensis (Hieron.) S.F.Blake & Sherff
- Ericentrodea davidsmithii H.Rob.
- Ericentrodea decomposita S.F.Blake & Sherff
- Ericentrodea homogama (Hieron.) S.F.Blake & Sherff
- Ericentrodea mirabilis (Sherff) S.F.Blake & Sherff
- Ericentrodea ramirezii H.Rob. & S.Díaz